# 倫西斯·李克特管理系統
倫西斯·李克特管理系統是倫西斯·李克特在1960年代開發的管理風格理論。他在《管理的新模式》（New patterns of management）一書中概述了四種管理系統，以描述工業環境中經理和下屬的關係、參與和角色。他以美國一家保險公司的高生產力主管及其團隊成員作為系統研究基礎。最初打算以校長、學生以及教師的角色來敘述，但最終包括其他人如主管、行政人員和家長也在內。李克特建立的四種管理系統包括「獨裁式專權領導」（系統Ⅰ）、「仁慈式專權領導」（系統Ⅱ）、「諮詢式民主領導」（系統Ⅲ）和「參與式民主領導」（系統Ⅳ）。